# Sericochroa tenuis
Sericochroa tenuis är en fjärilsart som beskrevs av William Schaus 1892. Sericochroa tenuis ingår i släktet Sericochroa och familjen tandspinnare. Inga underarter finns listade i Catalogue of Life.